# Општина Појан (Ковасна)
Појан (рум. Poian) општина је у Румунији у округу Ковасна.
Oпштина се налази на надморској висини од 587 m.